# Hello Operator (singolo)
Hello Operator è un brano tratto dall'album De Stijl del 2000, il secondo album della rock band The White Stripes. È stato pubblicato nel mese di maggio del 2000. Il disco contiene appunto il brano Hello Operator e anche un brano di Dolly Parton, Jolene. Le registrazioni dal vivo di entrambi i brani sono disponibili nel DVD Under Blackpool Lights uscito nel 2004.
L'assolo di batteria può essere paragonato a quello di un ticchettio di un orologio in attesa di un operatore.
Hello Operator è stata utilizzata come sottofondo per uno spot pubblicitario della Converse nel 2010.

## Tracklist
1. Hello Operator 02:37
2. Jolene (Dolly Parton cover)	03:13

## Video
- Pubblicità di Hello Operator, Converse, su youtube.com.
- Dietro le quinte della pubblicità delle Converse con Hello Operator, su youtube.com.
- Live performance di "Hello Operator", Ontario, 2007, su youtube.com.
- Live performance (by The White Stripes) di "Jolene", Coney Island, 2005, su youtube.com.